# Zeil (molen)

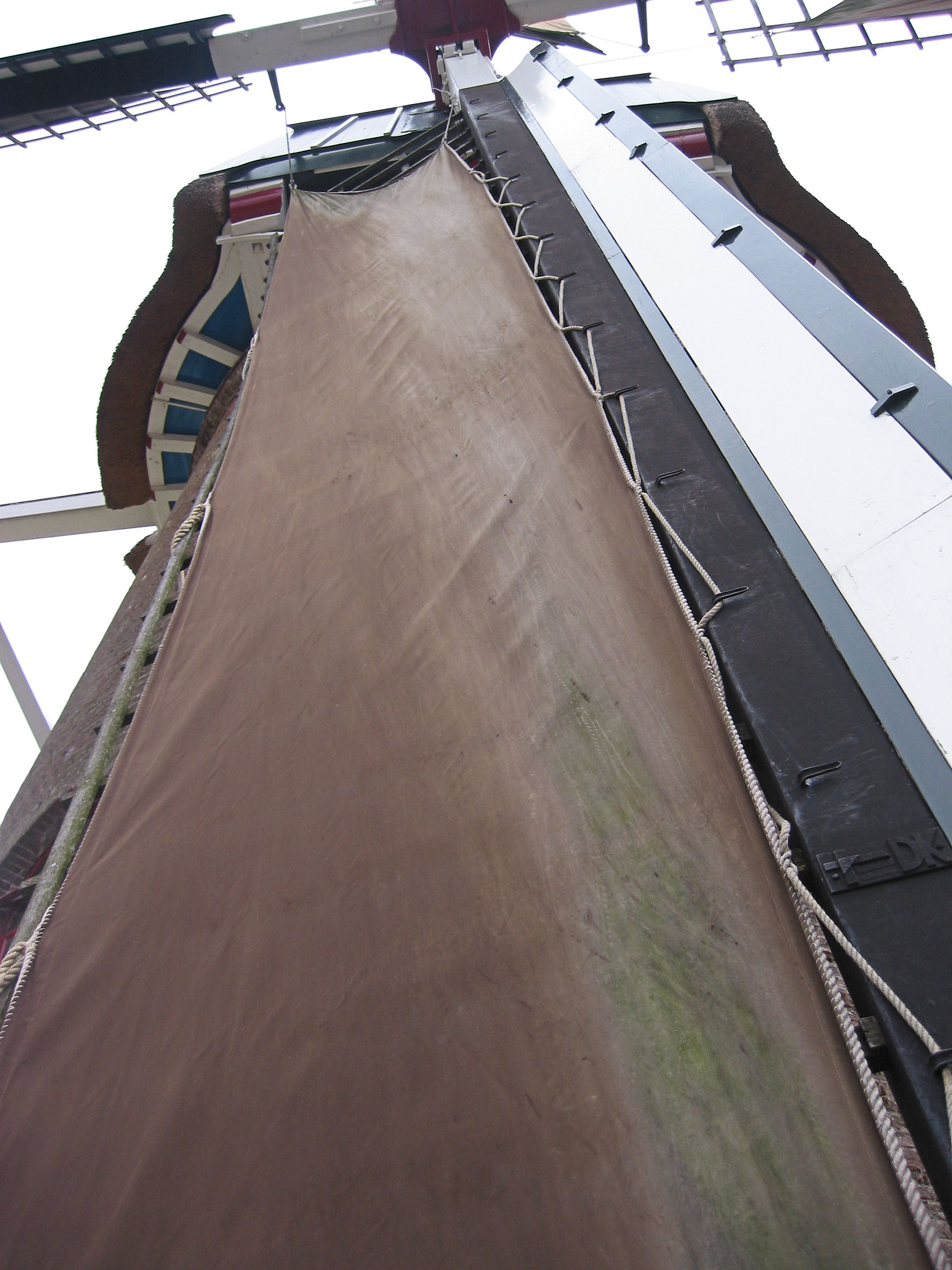
Een zeil van WK77

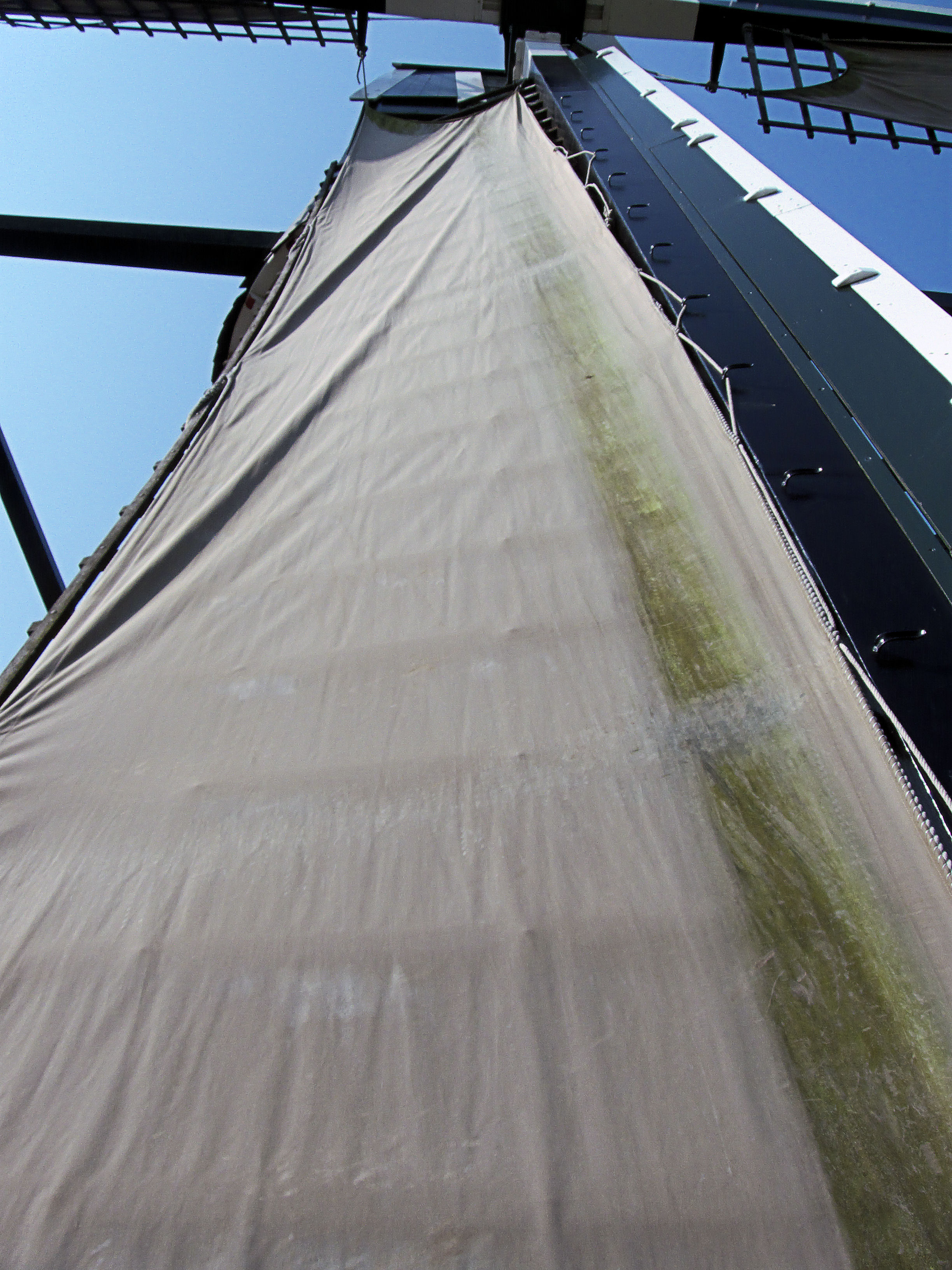
Zeil met plooien

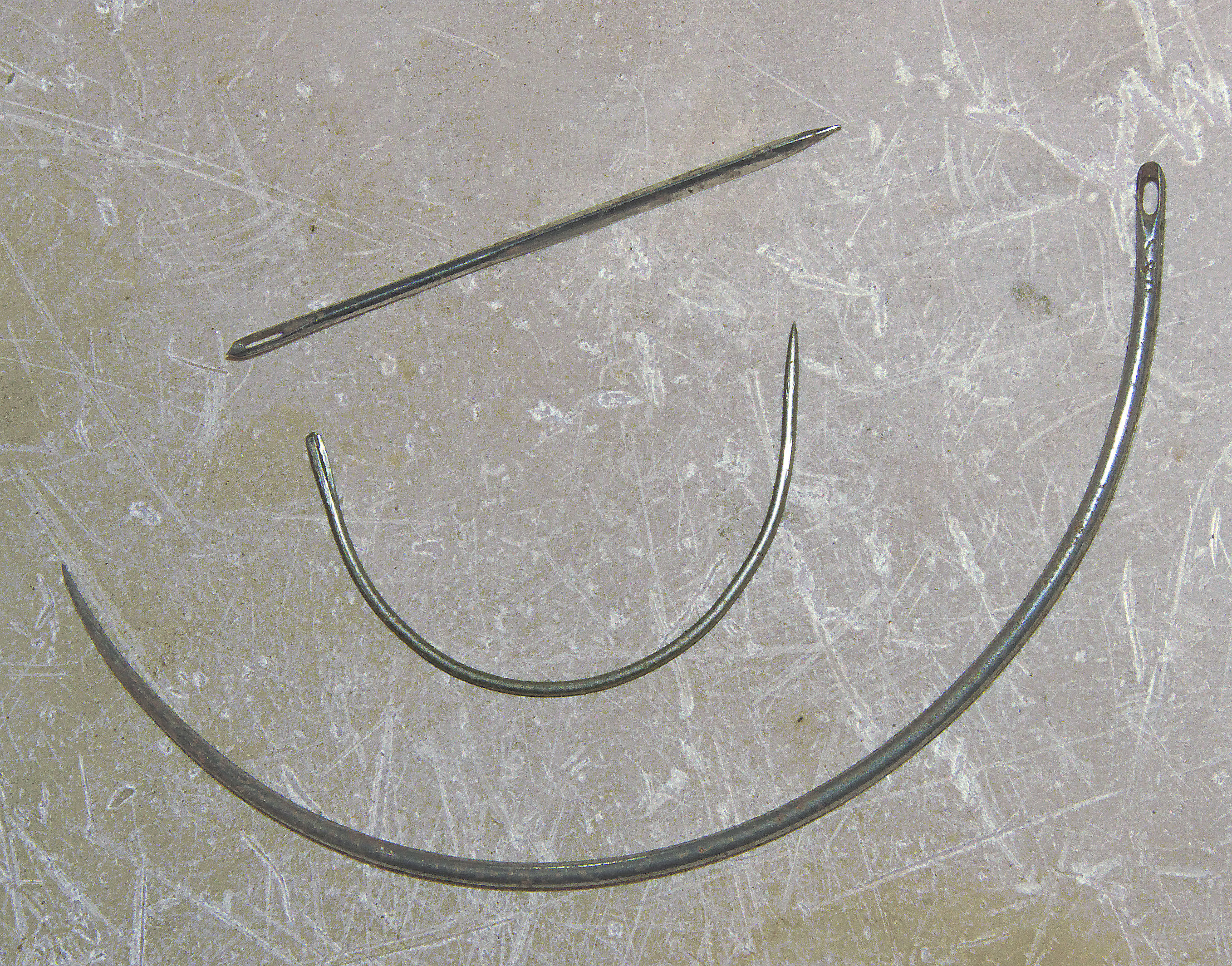
Naalden voor het maken van de zeilen

Het zeil van een windmolen wordt op het hekwerk van de wiek gelegd en daaraan met touwen vastgemaakt, waardoor er meer wind gevangen kan worden. Het openrollen van de zeilen heet opzeilen of inspannen. Als het zeil niet nodig is, is het met de zwichtlijnen naar binnen opgerold (dit wordt afzeilen of uitspannen genoemd) en ligt het bij oudhollands hekwerk over de voorzoom en achter de zeilklampen van de wiek, waarbij de hoektouwen aan het hekwerk zijn vastgemaakt. Dit geeft echter bij het malen slijtage aan het zeil door het schuren langs de voorzoom. Daarom wordt, vooral in Noord-Holland, het zeil soms wel in de lijnen gelegd, waarbij het opgerolde zeil tegen de roe wordt aangelegd en aan het hekwerk en kikkers met een touw wordt vastgemaakt. Bij fokwieken ligt het zeil meestal aan de voorkant achter de zeilklampen. Soms zitten de zeilklampen aan de achterkant en worden de zeilen dan vaak in de lijnen gelegd.
Vroeger werd het zeil van linnen of hennep gemaakt, dat in het midden van de 19e eeuw werd verdrongen door het goedkopere katoen. In de 17e eeuw bestonden de molenzeilen meestal uit hennep. Tegenwoordig is het zeil van 50% polyester en 50% polyvinylalcohol (WK77) of eventueel gemengd met katoen, zoals polyesterkatoen (Copes 64). Polyester neemt in tegenstelling tot katoen geen vocht op en kan niet rotten en niet krimpen bij nat worden. Katoenenzeilen en zeilen van katoen met polyester kunnen waterafstotend gemaakt worden met hydrolin (zeilensmeer), dat in verschillende kleuren verkrijgbaar is. WK77 is enkel in bruin en wit verkrijgbaar; katoendoek in bruin, oker, wit en rood en polyesterkatoen (Copes 64) in bruin, wit en steenrood.
Aan de zijkanten van het zeil is touw vastgemaakt, het voor- en achterlijk. Aan het voorlijk is het litsentouw bevestigd, dit vormt lussen die om de kikkers van de roe gehaakt worden. Aan het achterlijk zijn twee tot vier zwicht- of slaglijnen vastgemaakt. Verder zit er op de vier hoeken een touw. Links bovenaan de kop van het zeil zit de lange hals met het lange halstouw of de zeilketting en rechts de korte hals met het korte halstouw. Het halstouw of de zeilketting van de binnenroe zit vast aan de zeilarm op de buitenroe. Dat van de buitenroe zit vast aan een oog op de binnenroe. De ronding tussen de halstouwen, waar geen zeil zit, wordt de bek genoemd. Door de bek kan het zeil ook bovenaan goed opgerold worden. Links onderaan het zeil zit het linkeronderhoektouw en rechtsonderaan het rechteronderhoektouw. Deze touwen kunnen op verschillende manieren vastgemaakt worden. Belangrijk is echter dat de onderhoektouwen snel losgemaakt moeten kunnen worden, omdat bij een snel naderbij komende, zware bui het zeil snel van het hekwerk af moet kunnen. Het zeil kan ook bovenaan op een soort zeilrail, het zogenaamde schuifijzer vastzitten. Het zeil heeft dan een minder diepe bek. Dit treft men voornamelijk in het zuiden van Nederland aan.

## Plooien
Als in het zeil plooien zitten die van rechts bovenaan schuin naar links naar beneden lopen dan is dit te verhelpen door het lange halstouw in te korten. Lopen de plooien van links boven naar schuin rechts beneden dan moet het lange halstouw langer gemaakt worden.

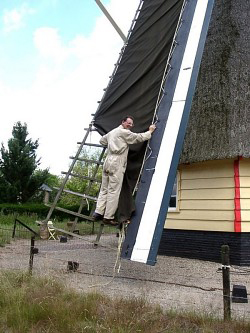
Het leggen van de lussen om de kikkers
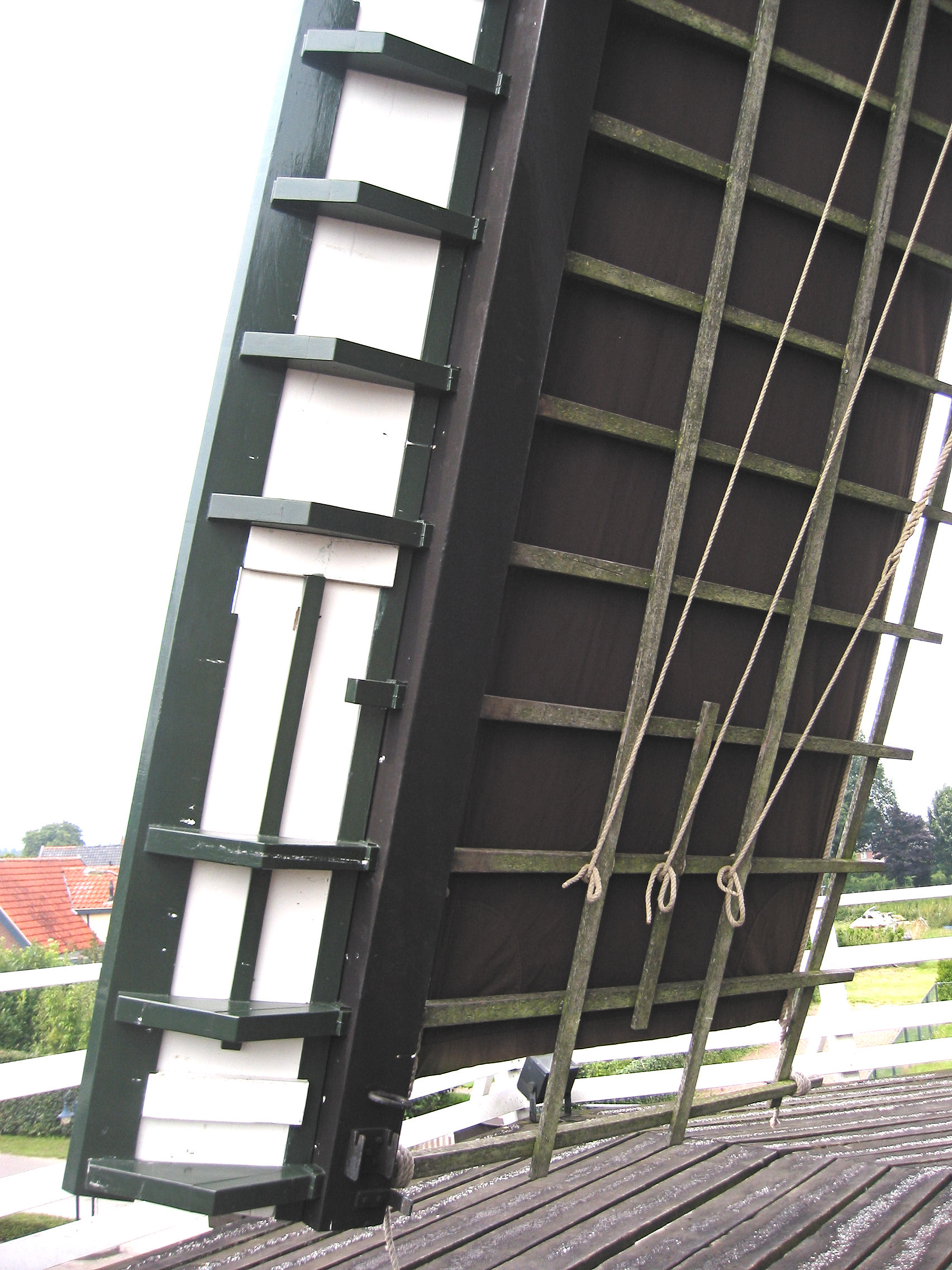
De drie op het hekwerk vastgemaakte zwichtlijnen
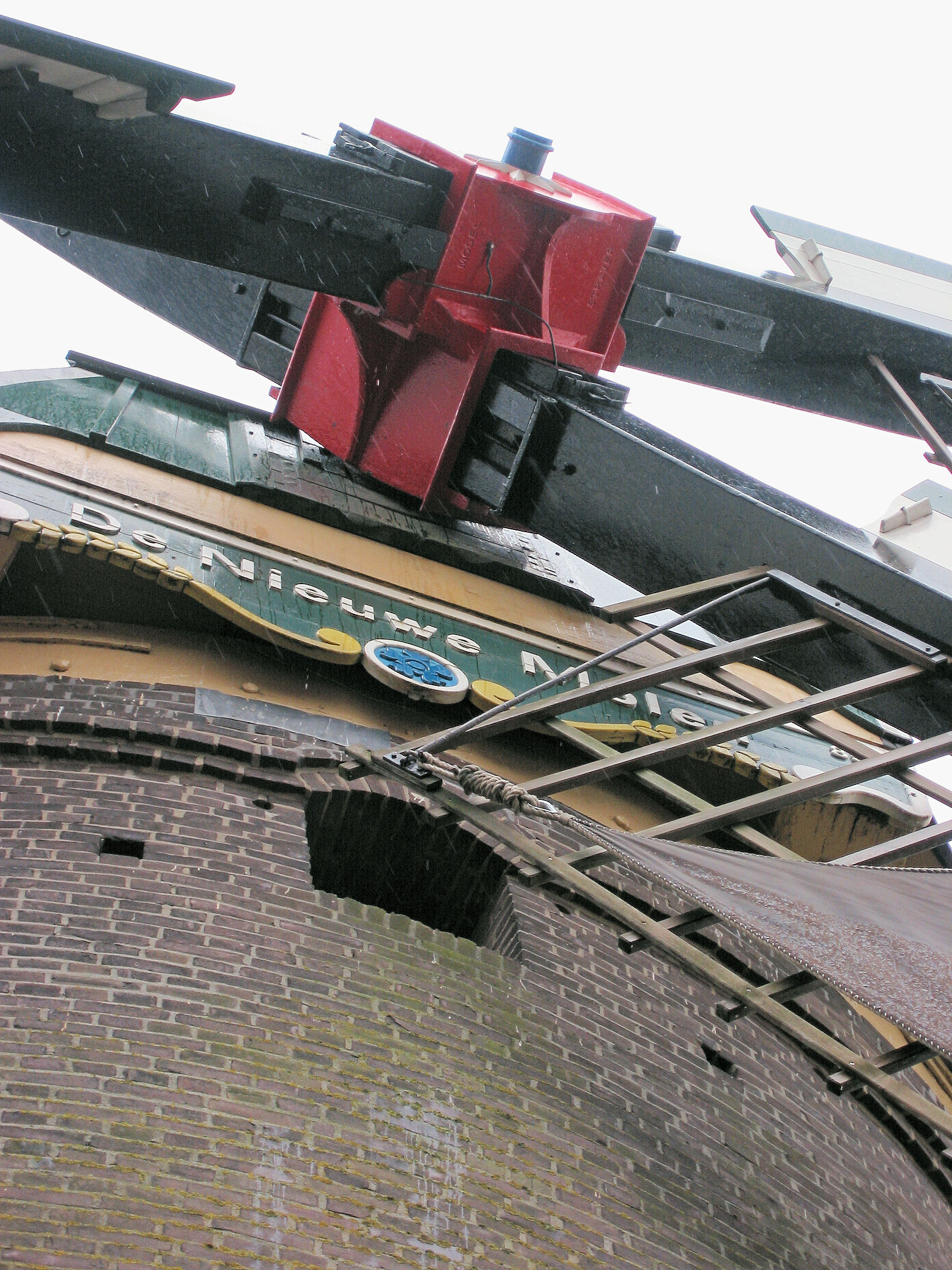
Schuifijzer van De Nieuwe Molen
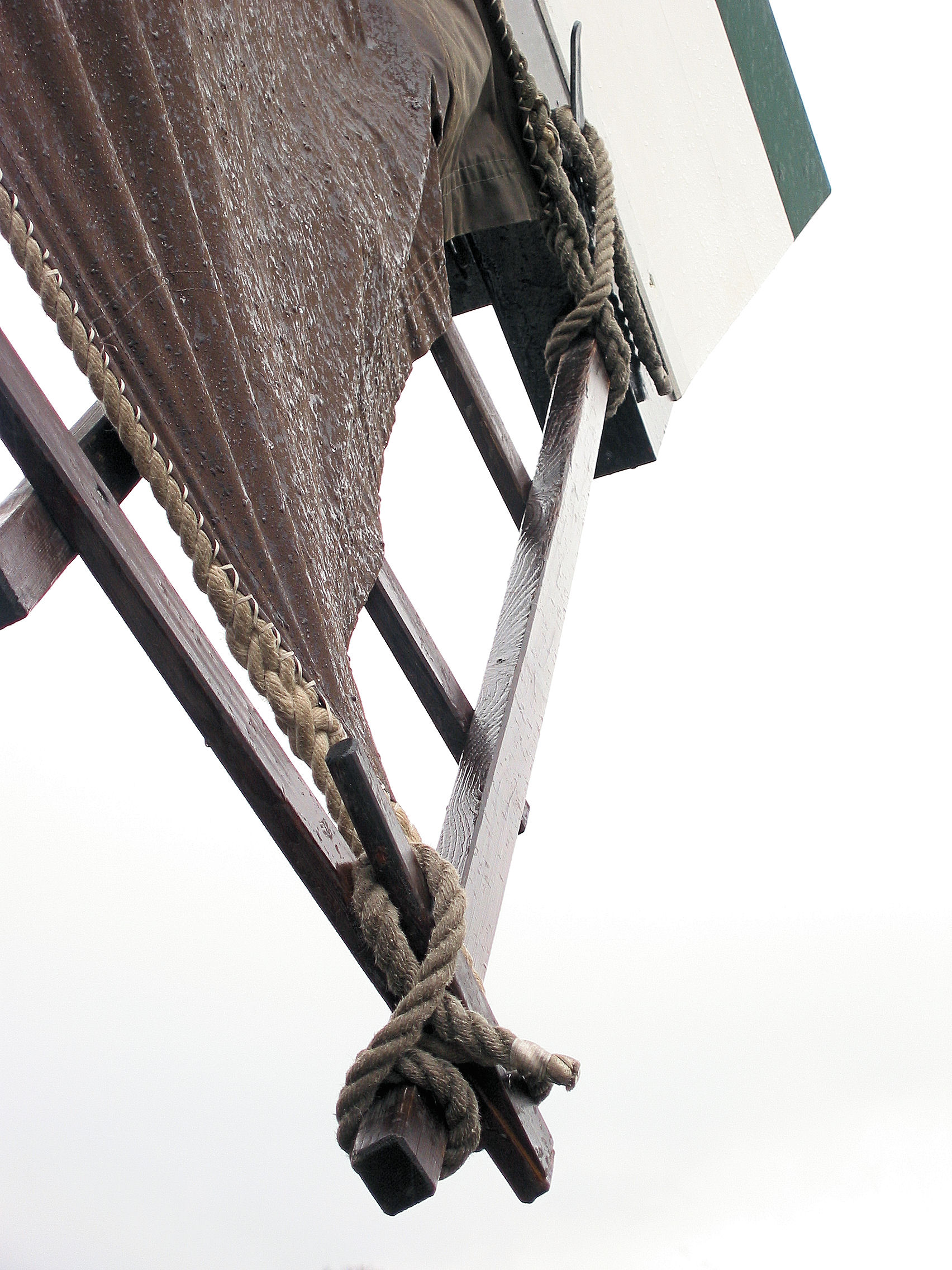
Onderhoektouwknopen van het zeil. Let op wijze van vastzetten.
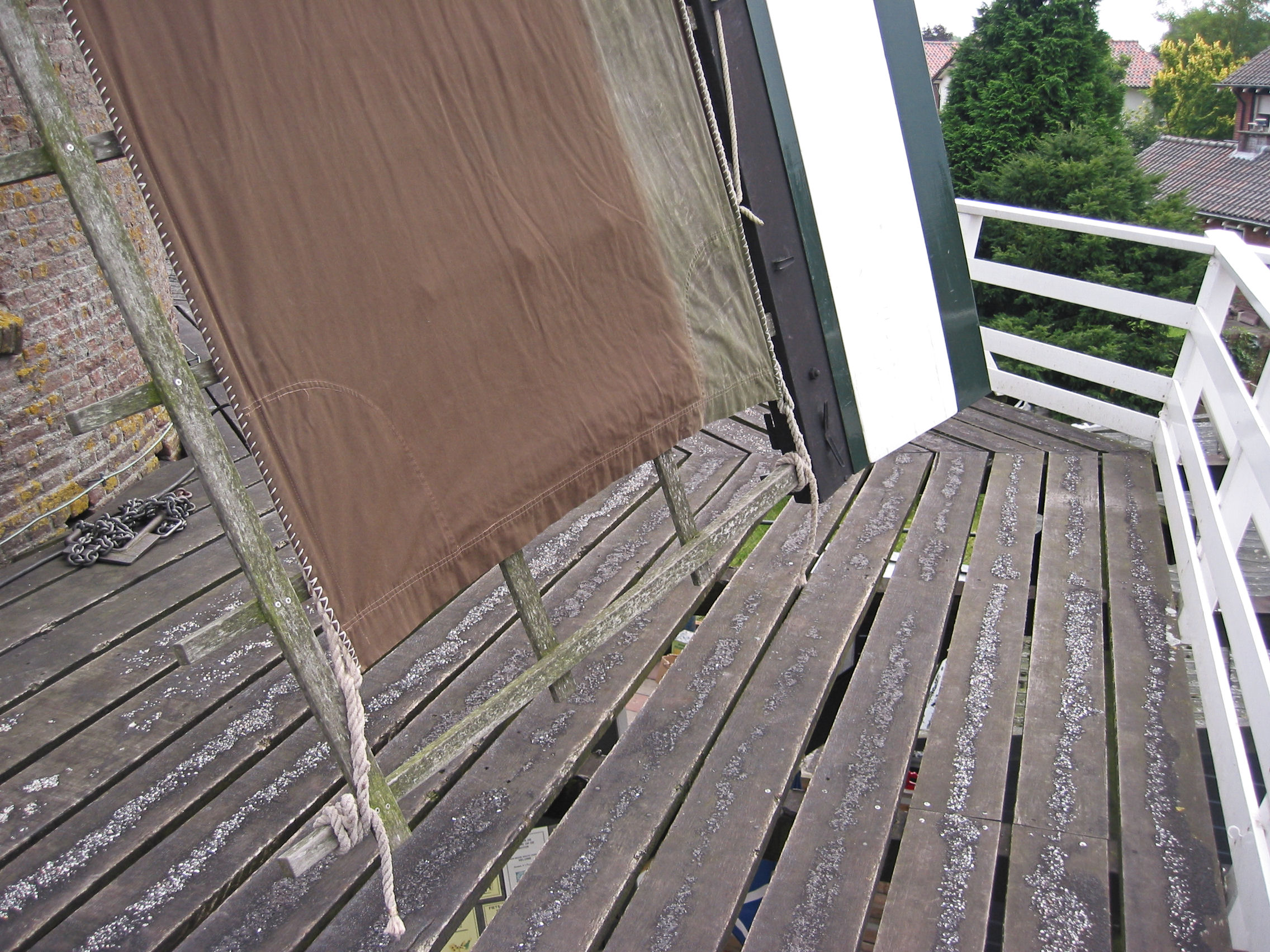
Onderkant zeil. Let op wijze van vastzetten.
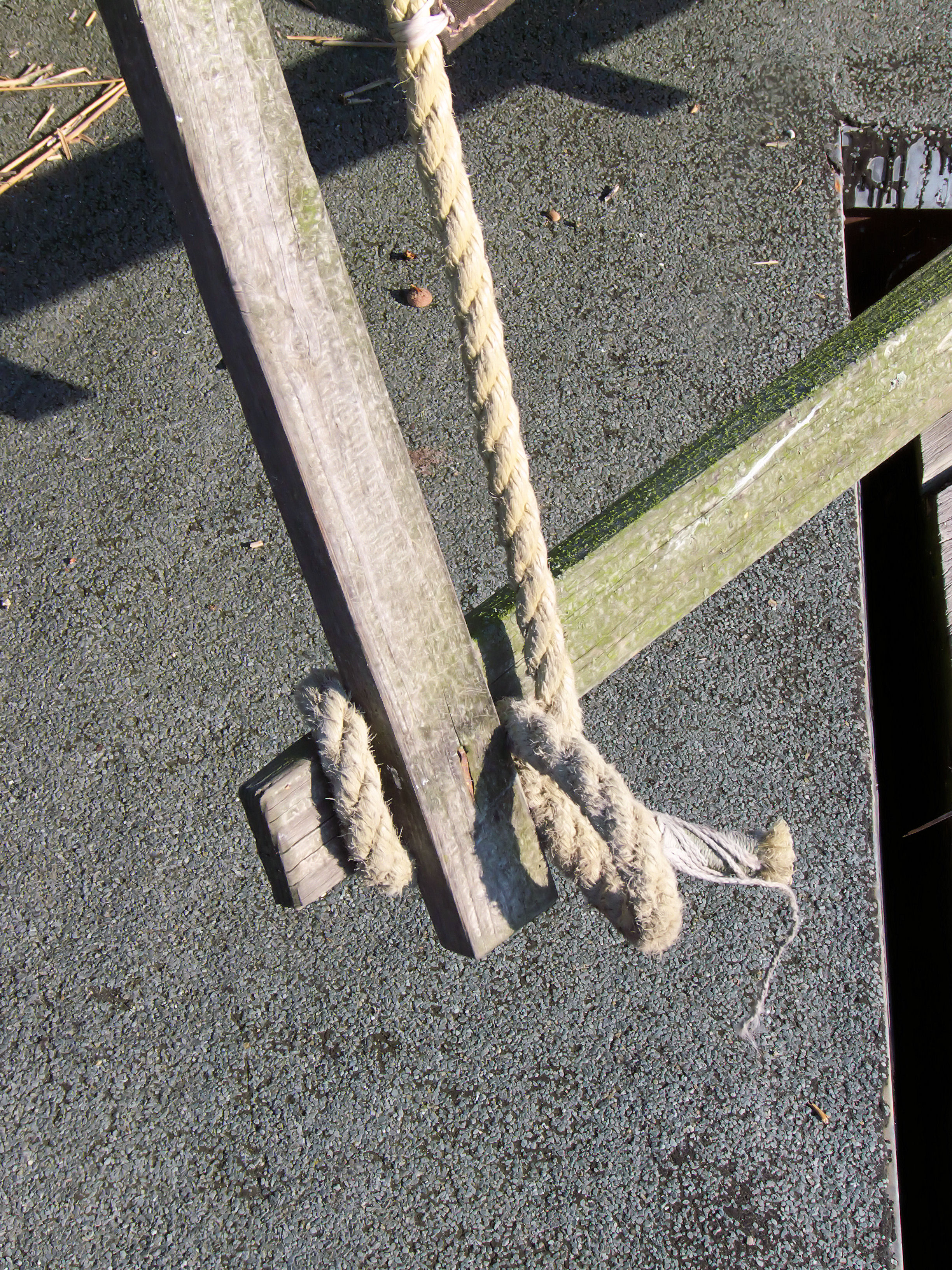
Onderkant zeil. Let op wijze van vastzetten.
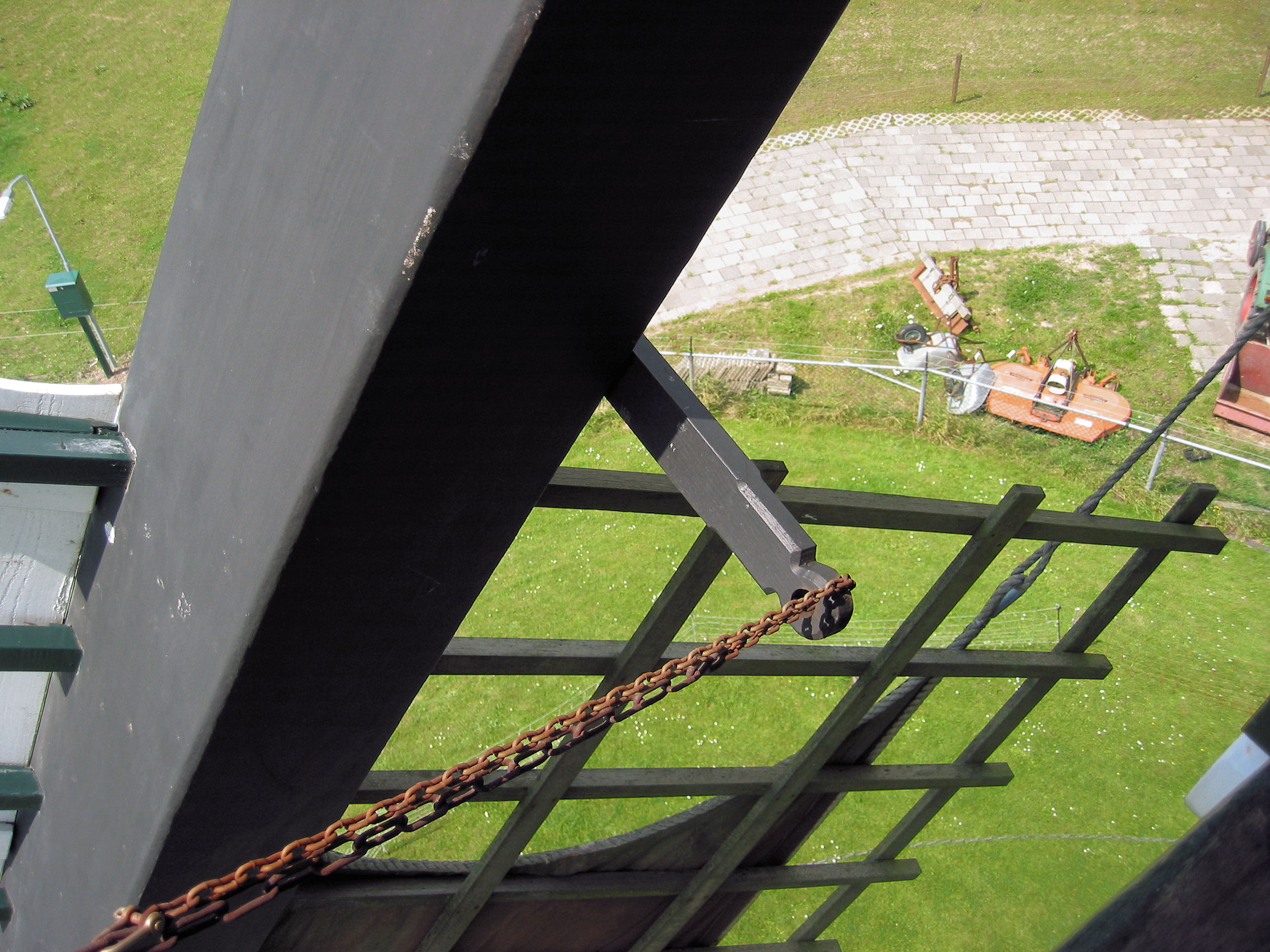
Zeilarm
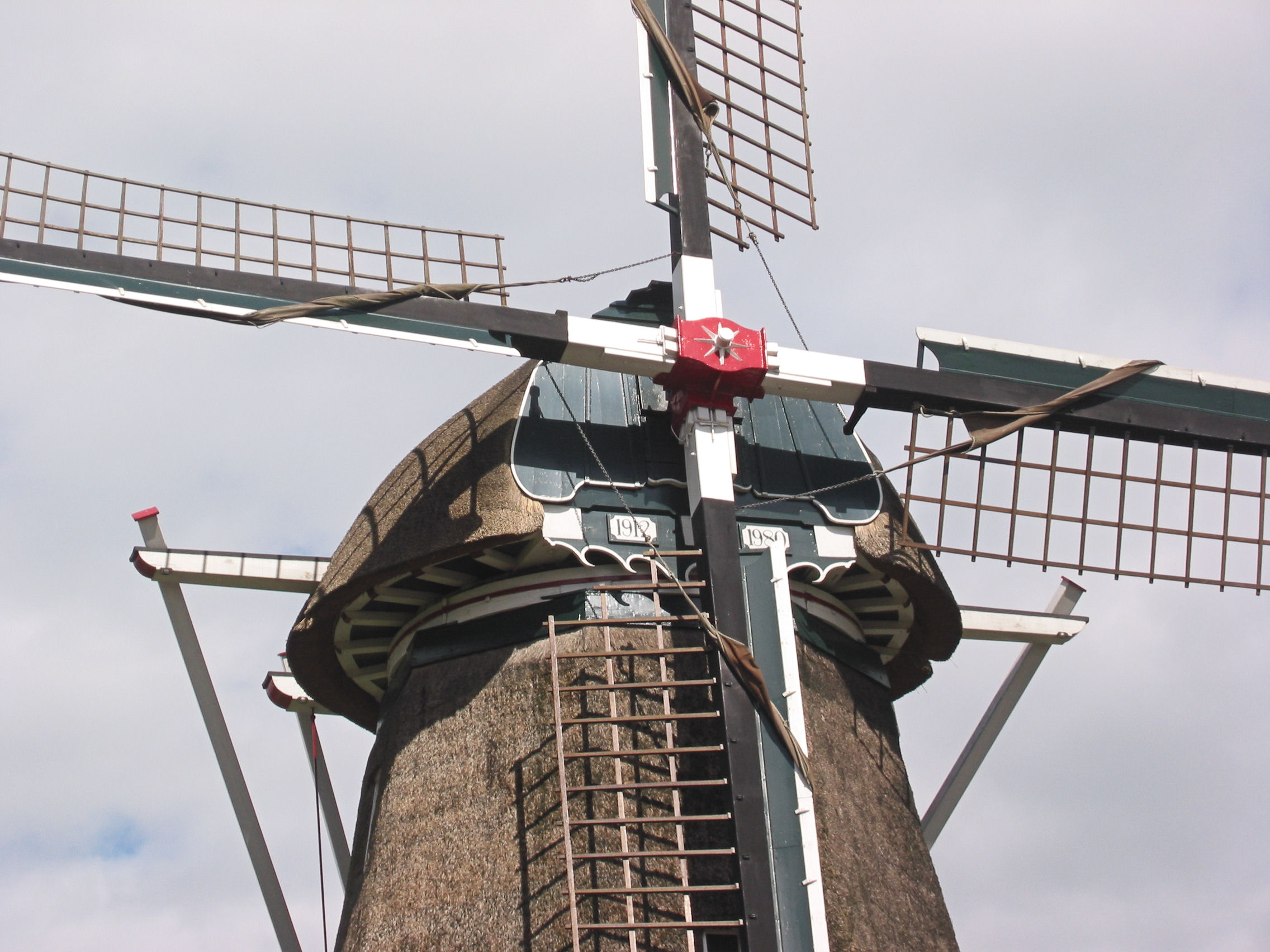
Wiekenkruis met zeilarmen en zeilogen
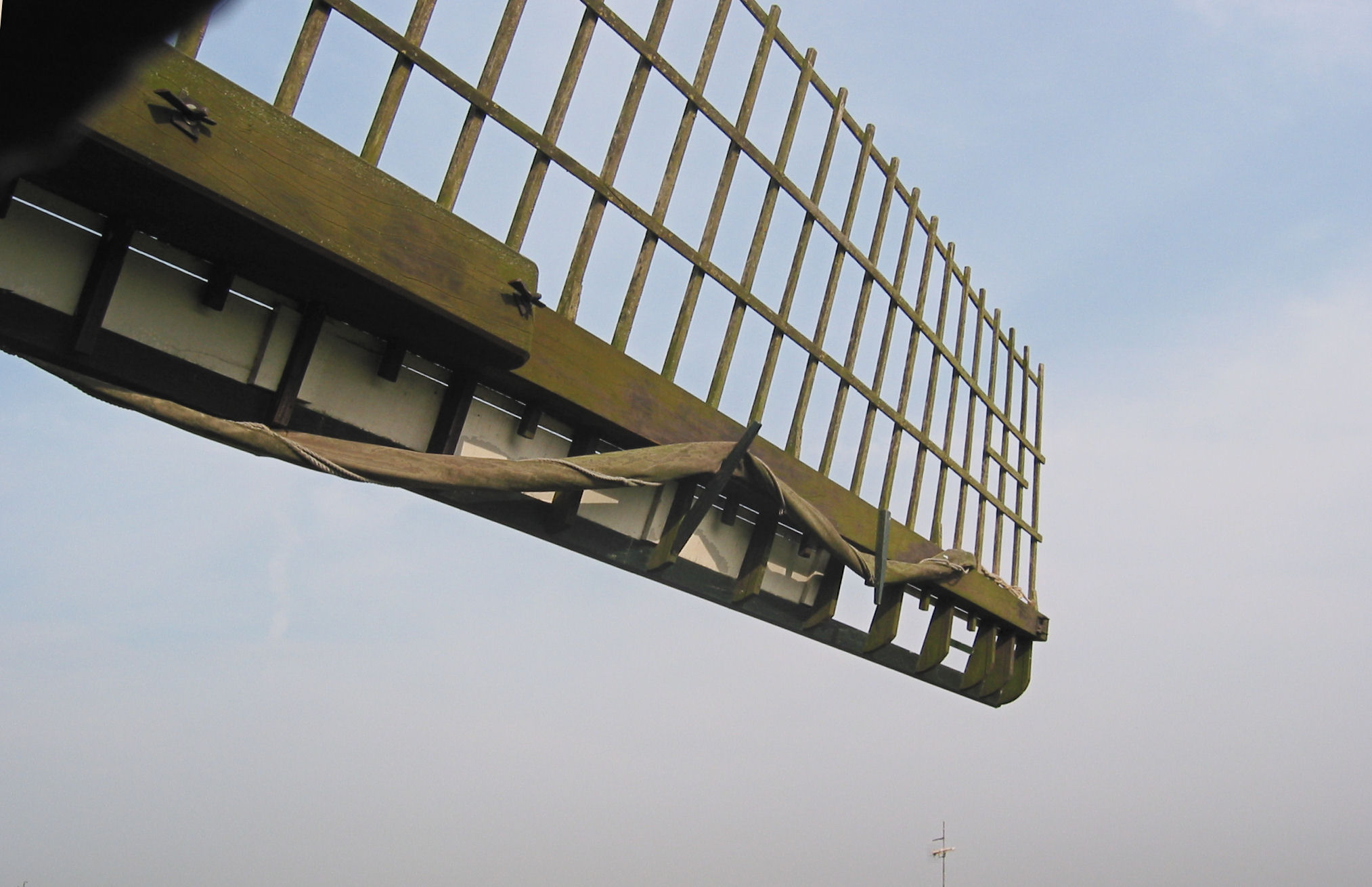
Opgerold zeil achter de zeilklampen bij oudhollands
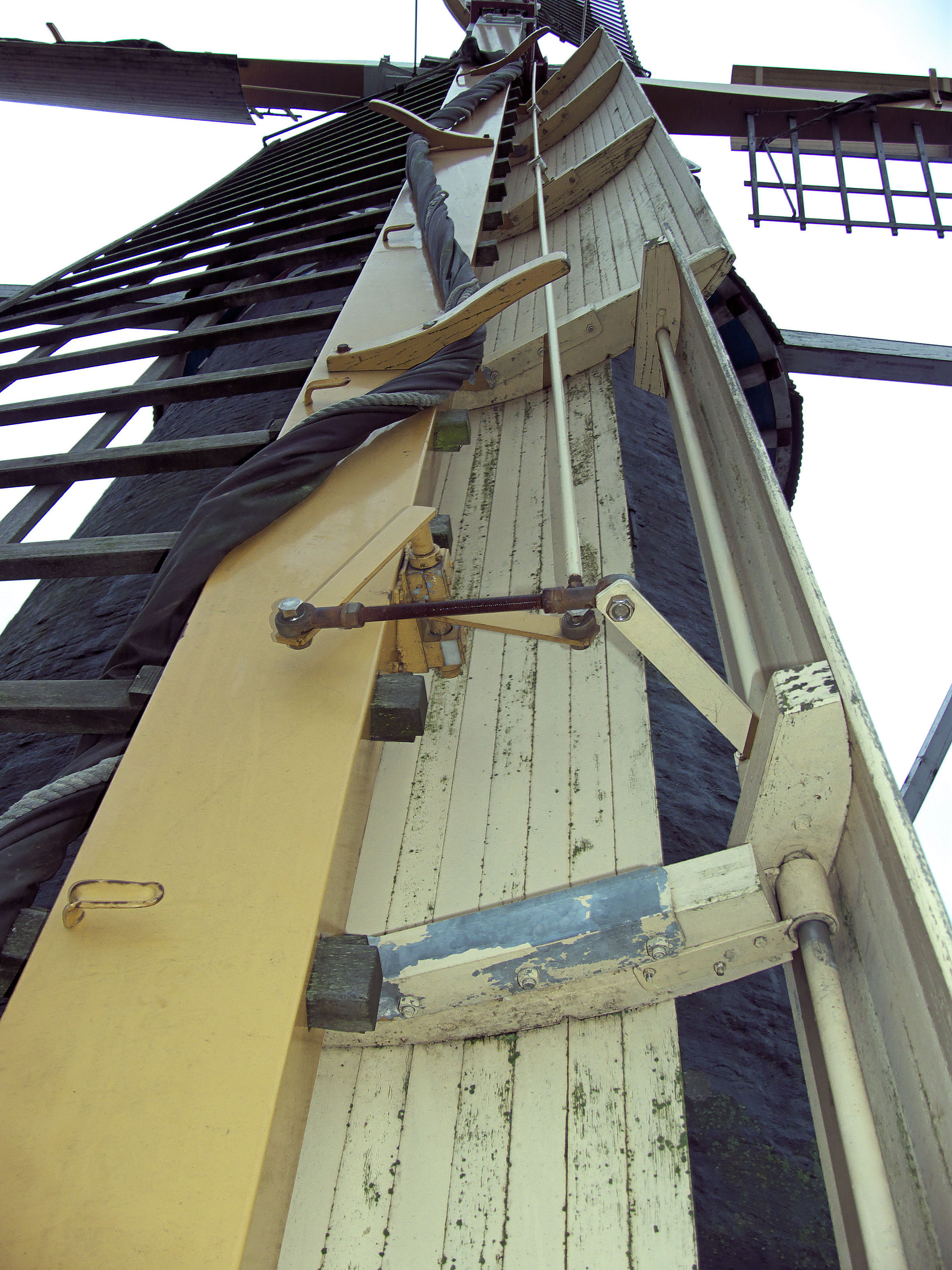
Opgerold zeil achter de zeilklampen bij een fokwiek
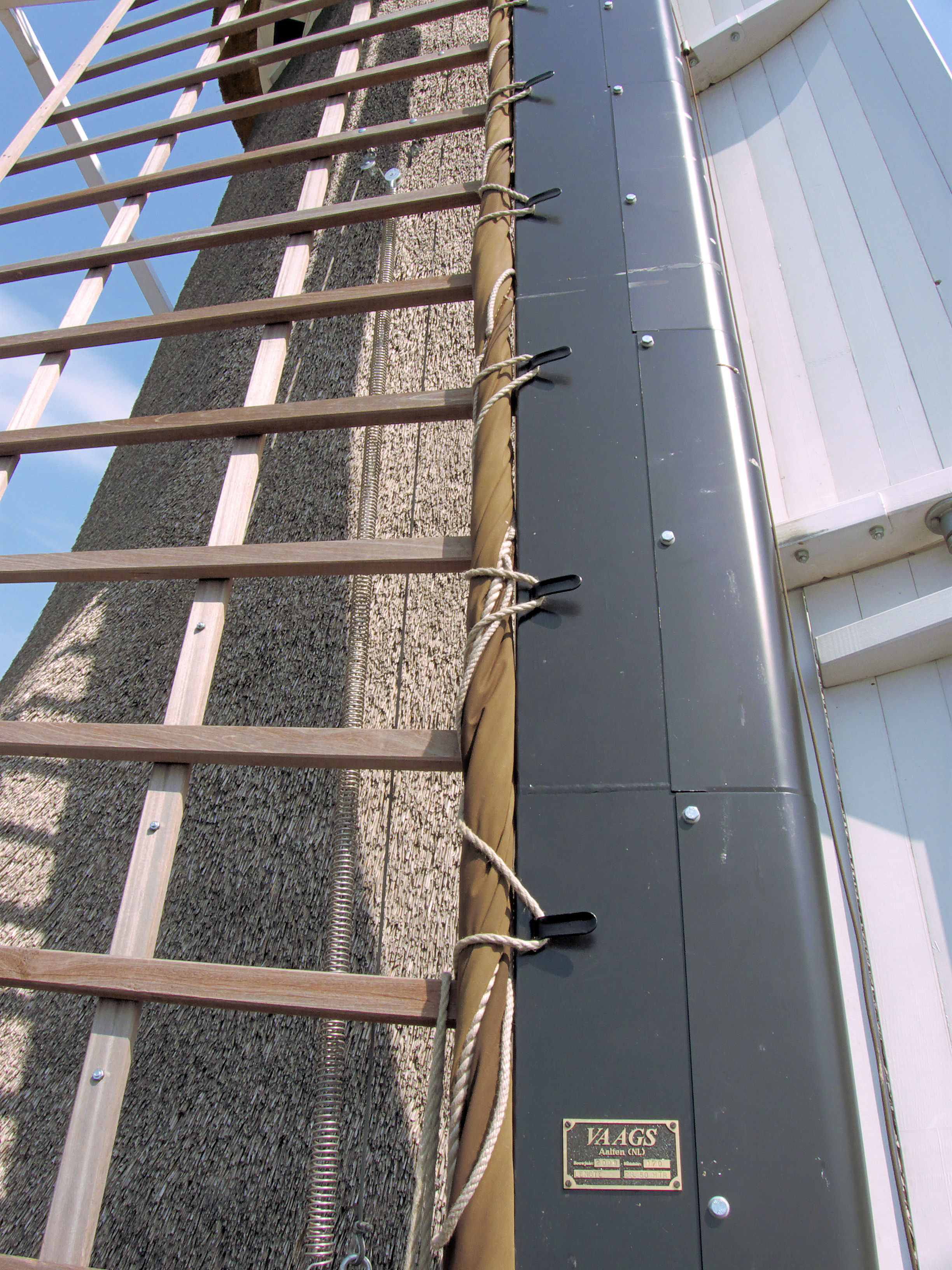
Zeil in de lijnen bij een fokwiek
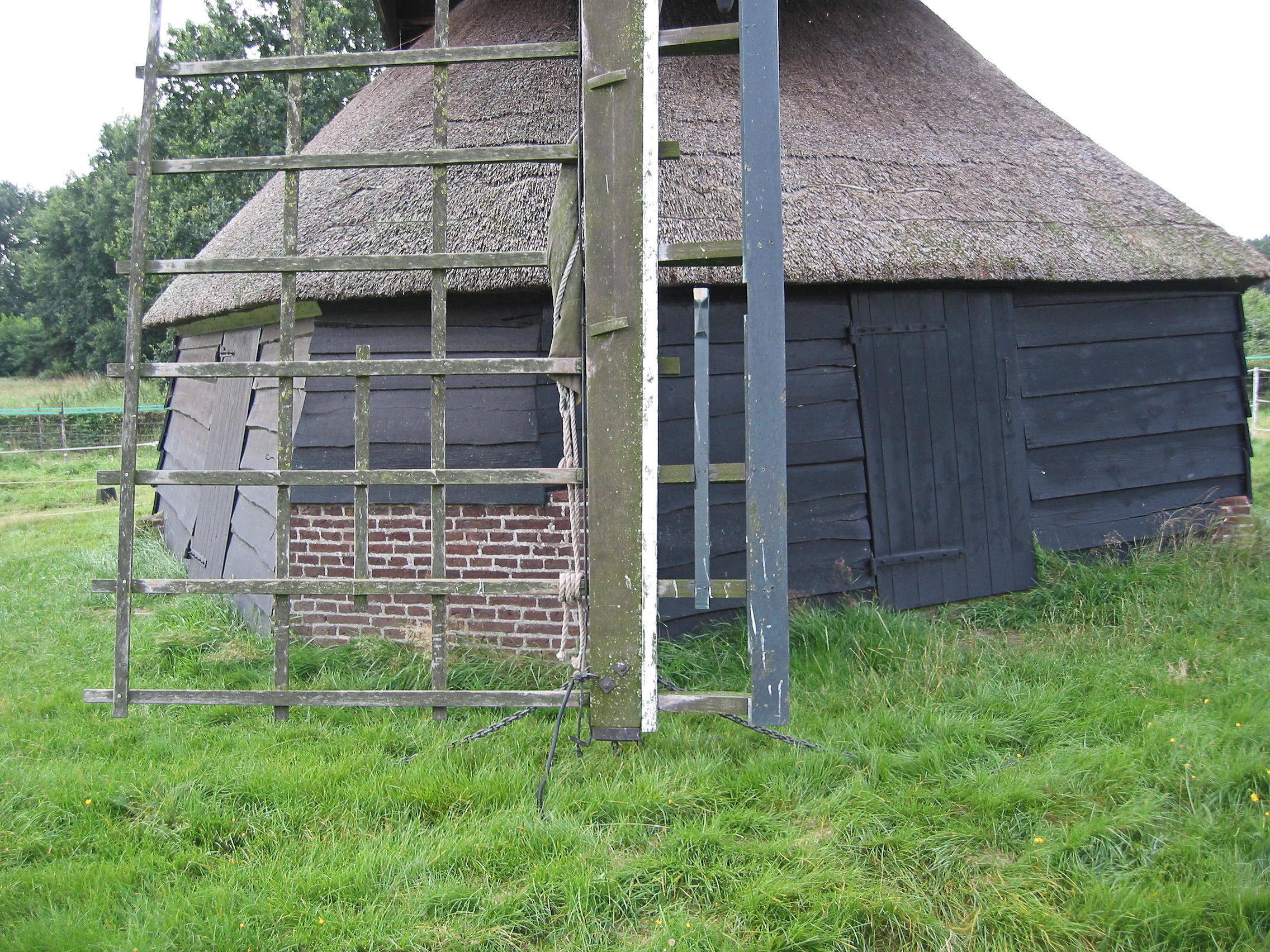
Vastzetten van opgerold zeil
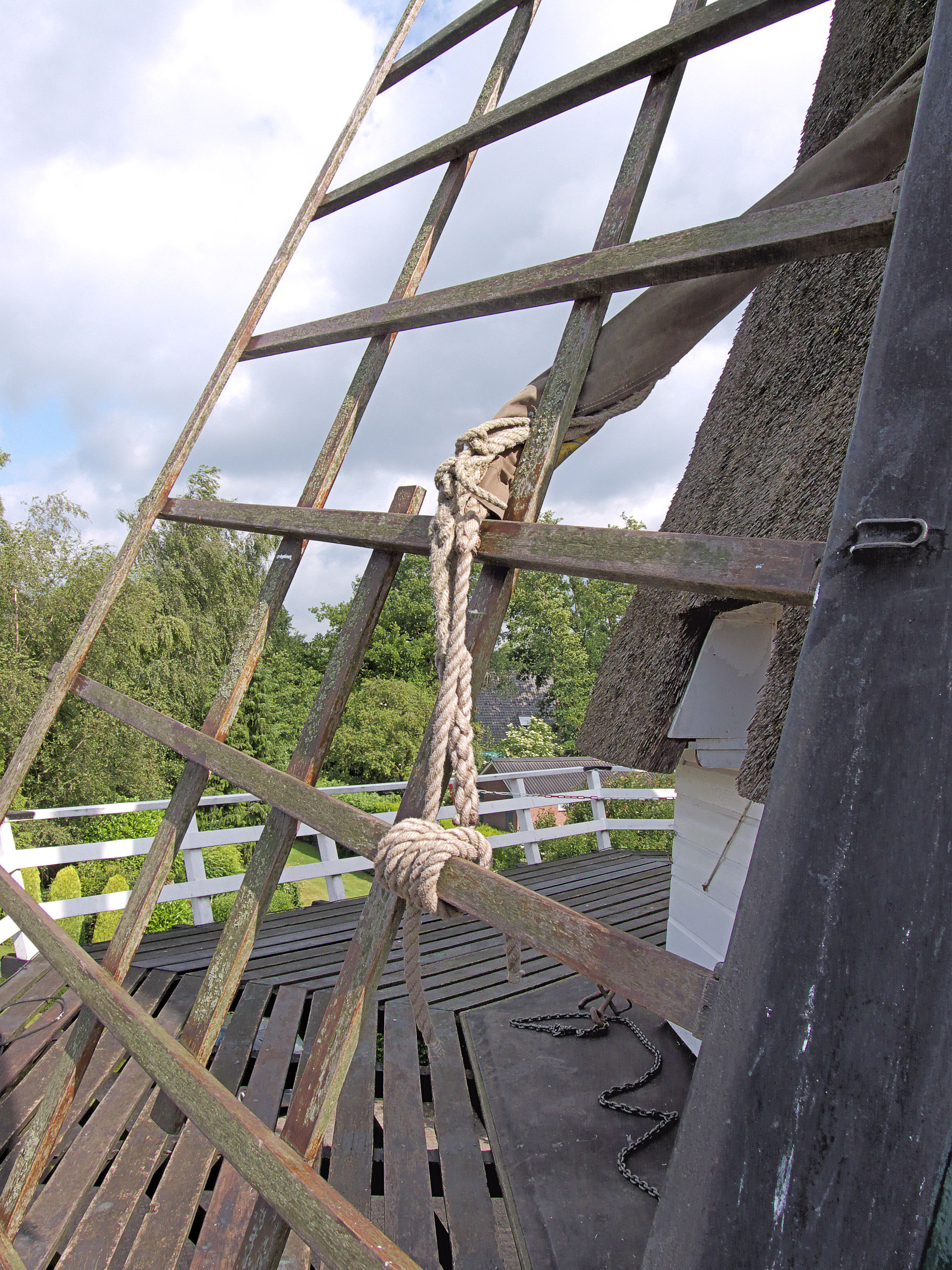
Vastzetten van opgerold zeil